# Johannes van Dreght
Jo(h)annes van Dreght (1737 - 1807) was een Amsterdams schilder van toegepaste kunst: decors, schouwen, koetsen, jachten, sleden en waaiers. 
Dreght werd in 1758 lid van het Sint Lucasgilde. Hij trouwde in 1761 en werd in 1766 lid van de Amsterdamse stadstekenacademie. Ontving de gouden ereprijs op de tekenacademie. Hij woonde in de Kerkstraat niet ver van de Amstel. Dreght schilderde schoorsteenstukken in het stadhuis (1772), de Hollandse schouwburg  (1774), in de panden Herengracht 518 en 520 en in het Corvershof (1778). Zijn werk getuigt van een nieuwe visie op de klassieke oudheid, het neoclassicisme. 
Politiek gezien ging zijn voorkeur uit naar de patriotten, die tamelijk gecharmeerd waren van de Romeinse Republiek. Toen in 1781 en in 1792 De barbier van Sevilla, een toneelstuk van Beaumarchais in de stadsschouwburg werd opgevoerd, schilderde Van Dreght het decor.
De behangschilder Jurriaen Andriessen was een van zijn leerlingen; Willem Bilderdijk dankte zijn vaardigheden als tekenaar en etser aan het onderwijs van Joannes van Dreght, die gedurende 10 jaar zijn leraar is geweest. 